# Ararat (film)
Ararat är en kanadensisk film från 2002 av regissören Atom Egoyan. Den är en sorts metafilm som handlar om en regissör, spelad av Charles Aznavour, som gör en film om det armeniska folkmordet. Filmens titel syftar på bibliska berget Ararat som ligger i dagens Turkiet.

## Rollista
Louiza                               --   Ape-Trollet 
| Simon Abkarian      | – Arshile Gorky   |
| Charles Aznavour    | – Edward Saroyan  |
| Christopher Plummer | – David           |
| Arsinée Khanjian    | – Ani             |
| David Alpay         | – Raffi           |
| Marie-Josée Croze   | – Celia           |
| Elias Koteas        | – Ali /Jevdet Bay |
| Brent Carver        | – Philip          |
| Max Morrow          | – Tony            |
| Christie MacFadyen  | – Janet           |